# مناسبت‌های عمومی افغانستان
این یک فهرست از مناسبت‌های عمومی در افغانستان است.
| تاریخ               | نام                   |
| ------------------- | --------------------- |
| ۱۲ ربیع‌الاول        | میلاد پیامبر          |
| ۲۶ اسفند            | روز آزادسازی          |
| ۱ حمل               | نوروز                 |
| ۸ ثور               | سالروز پیروزی مجاهدین |
| ۱۹ اوت              | روز استقلال افغانستان |
| ۱ شوال (سه روز)     | عید فطر               |
| ۲۸ مرداد            | روز شهدا              |
| ۹ ذی‌الحجه           | روز عرفه              |
| ۱۰ ذی‌الحجه (سه روز) | عید الاضحی (قربان)    |
| ۱۰‌ محرم             | عاشورا                |

1. ↑  «روز عاشورا تعطیل رسمی است». www.afghanpaper.com. دریافت‌شده در ۲۰۱۹-۰۹-۱۴.